# 山王庄镇
山王庄镇，是中华人民共和国河南省焦作市沁阳市下辖的一个乡镇级行政单位。

## 行政区划
山王庄镇下辖以下地区：
山王庄村、陈庄村、张坡村、廉坡村、郭庄村、赵庄村、新店村、王庄村、大郎寨村、杨庄村、闫斜村、马庄村、张庄村、万南村、万中村、万北村和盆窑村。